# كاوفهاوس ديس فيستنس

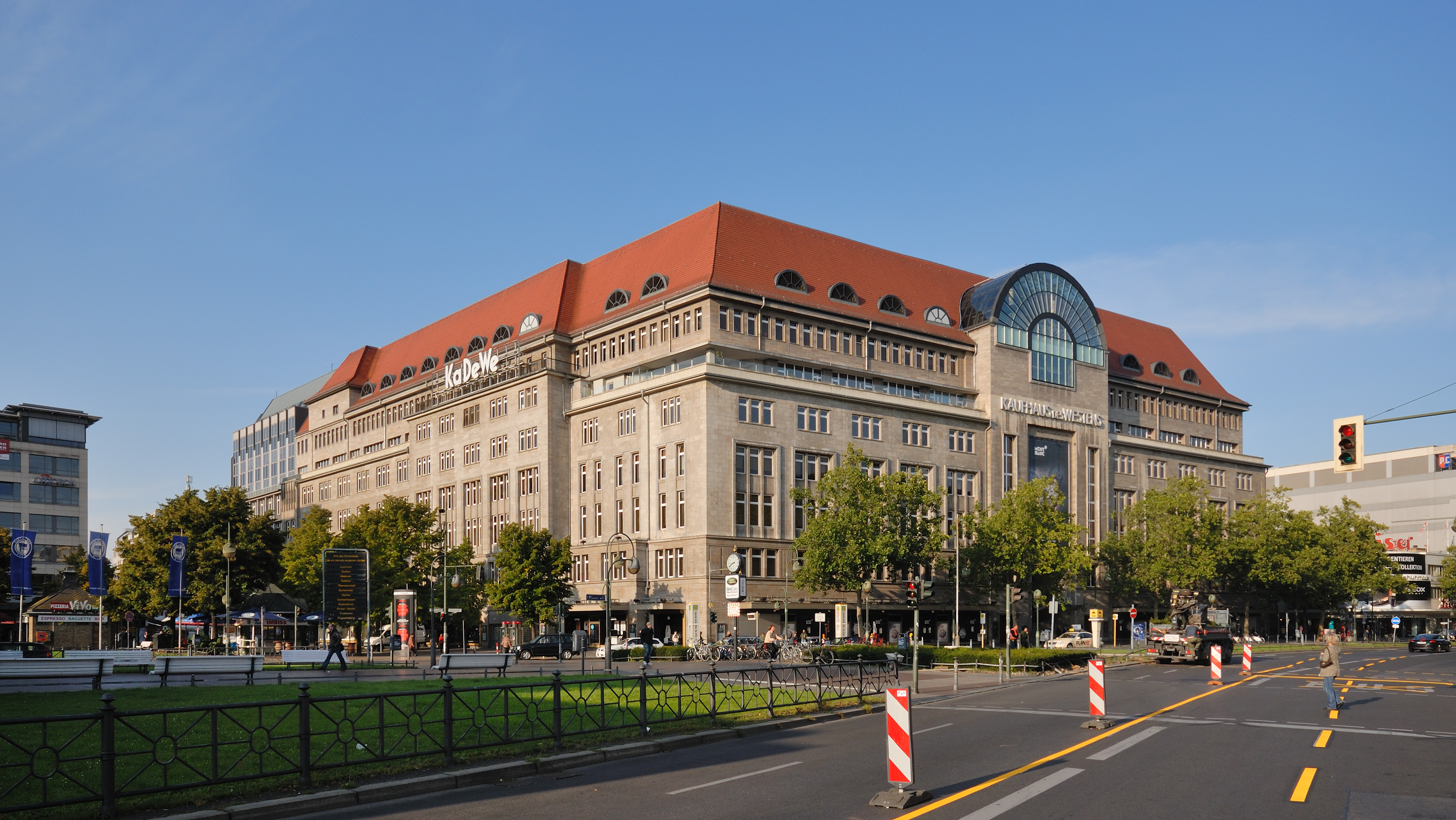
كاوفهاوس ديس فيستنس (كاديفي)، 2008

كاوفهاوس ديس فيستنس (Kaufhaus des Westens، أي متجر الغرب)، ويختصر عادةً باسم كاديفي (KaDeWe)، هو متجر كبير في برلين تملكه شركة تايلندية. يعتبر أكبر متجر في أوروبا، وتبلغ فيه المساحات المخصصة للبيع حوالي 60000 متر مربع، وأكثر من 380000 قطعة للبيع. يؤم المتجر بين 40000 و50000 زائر يومياً.
يقع المتجر في شارع تاونتسين، وهو شارع رئيسي للتسوق بين ميدان فيتنبيرغ وميدان برايتشايد، بالقرب من مركز ما كان يعرف ببرلين الغربية. يقع في أقصى الشمال الغربي من حي شونبيرغ.

## التاريخ

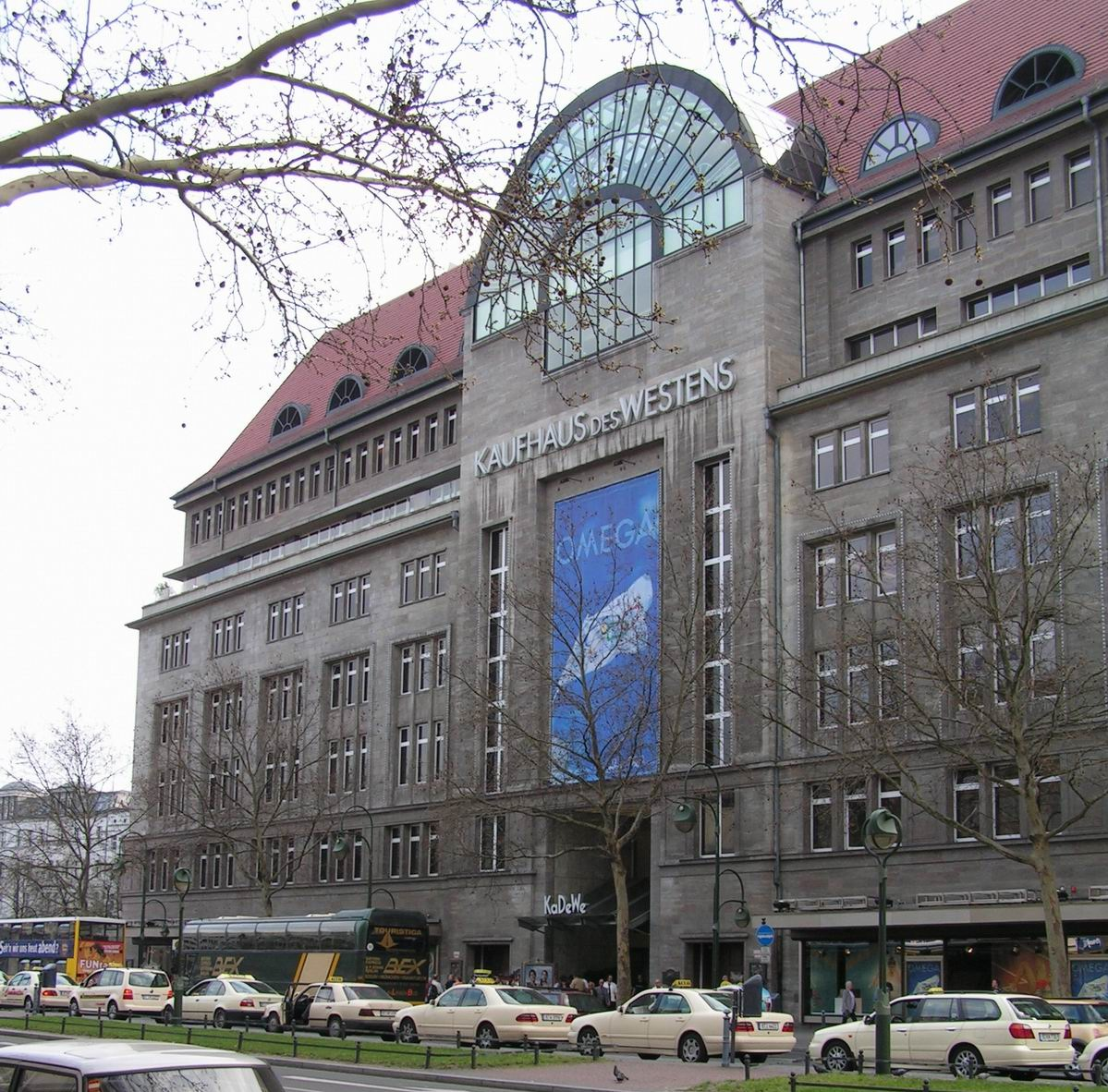
المدخل الرئيسي على شارع تاونتسين

تأسس المتجرفي الأصل عام 1907 من قبل أدولف ياندورف، الذي أقنع المهندس المعماري الشهير إميل شاودت لبناء متجره. افتتح في 27 مارس،1907 بمساحة 24000 متر مربع.
في يونيو عام 1927، انتقلت الملكية لشركة هيرتي.  كانت شركة هيرتي مسؤولة عن تحديث وتوسيع المتجر. كان لديهم خطة طموحة لإضافة طابقين جديدة ولكن بسبب صعود النازية إلى السلطة في الثلاثينيات، توقفت الخطط بشكل مفاجئ. كانت شركة هيرتي مملوكة بشكل كبيرليهود، إلا أنهم وبسبب قوانين الفصل النازية، منعوا من الاحتفاظ. خلال غارة قضف أثناء الحرب العالمية الثانية الحلفاء دمر المتجر بشكل كبير، كما وتحطمت طائرة حربية أمريكية في مبنى المتجر في عام 1943. أسفر ذلك القصف عن حاجة معظم متجر لإعادة الإعمارإعادة افتتاح أول طابقين في احتفل في عام 1950. تم الانتهاء من بناية من سبعة طوابق تم في 1956. «كاديفي» سرعان ما أصبح رمزا استعاد القوة الاقتصادية لدول غرب ألمانيا خلال المعجزة الاقتصادية الازدهار الاقتصادي، فضلا عن رمزية من الازدهار المادي في برلين الغربية مقابل الشرق.
بين عامي 1976 و1978، زيدت مساحة المخزن من 24,000 متر مربع إلى 44,000. بعد سقوط جدار برلين في عام 1989، سجلت كاديفي رقما قياسيا في عدد الزائرين. بحلول عام 1996، أضيفت المزيد من الطوابق.
في عام 1994، اشترت شركة كويلله شركة هيرتي. جدد معظم طوابق  في الفترة بين عامي 2004 و 2007 في التحضير للاحتفاللت.
منذ يناير عام 2014، حصة أغلبية في كارشتات قسط GmbH تم عقد قبل سينيا Holding GmbH.

## وصلات خارجية
- كاديفي - كاوفهاوس ديس فيستنس في برلين, (الإنجليزية) و الفيديو الرسمي (الإنجليزية) و عن المتجر
- أكبر متجر في أوروبا- تاريخ كاديفي, berlin-life.com
- «السماء السابعة» نسخة محفوظة 4 مارس 2016 على موقع واي باك مشين., كريستوفوروس رقم 326، مجلة بورشه يونيو-يوليو 2007، ص. 66 - 74.
- «لا السماء، ولا الجحيم», signandsight.com22 ديسمبر 2005 من قبل روجر بويز
- في أحد متاجر برلين، الطعام لا ينتهي، نيويورك تايمز، 10 مارس 1991

إحداثيات: 52°30'06"N 13°20'28"E / 52.50167°N 13.34111°E